# Pelmatochromis buettikoferi
Pelmatochromis buettikoferi ist eine Fischart aus der Familie der Buntbarsche (Cichlidae), die in Westafrika vom oberen Casamance im Senegal bis zum Saint John River in Liberia vorkommt.

## Merkmale
Pelmatochromis buettikoferi kann eine Gesamtlänge von 25 cm erreichen, wobei Weibchen fast die Größe der Männchen erreichen. Der Körper ist mäßig hoch und oval, Kopf und Maul sind relativ groß. Der Schwanzstiel ist kurz und hoch. Die abgerundete Schwanzflosse leicht eingebuchtet.
- Flossenformel: Dorsale XIII–XV/11–13, Anale III/8–9.[1]
- Schuppenformel: mLR 27–29, SL 18–19/8–11[3]

Pelmatochromis buettikoferi ist gelbbraun bis mittelbraun gefärbt, der Rücken ist rötlich. Die Rumpfschuppen besitzen zum Teil rotbraune Zentren und hell glänzende Ränder. Die Kehle ist dunkel, Brust und Bauch adulter Tiere sind rötlich. Stimmungsabhängig zeigen die Fische fünf oder sechs dunkle, senkrechte Streifen auf den Körperseiten. Auf dem Kiemendeckel befindet sich ein metallisch glänzender, dunkler Fleck. Die Schwanzflosse sowie die weichstrahligen Abschnitte von Rücken- und Afterflosse sind mit rötlichen und hellblauen Punkten und Strichen gemustert. Die übrigen Flossen und Flossenabschnitte sind durchscheinend gelblich. Die Rückenflosse hat einen bräunlichen Rand. Der Pelmatochromis-Fleck, ein dunkler Fleck unterhalb der Rückenflossenbasis, ist immer gut sichtbar. Bei Jungfischen liegt er höher, teilweise auch in der Rückenflosse, und wandert mit zunehmendem Alter nach unten.

## Lebensweise
Pelmatochromis buettikoferi ernährt sich wahrscheinlich von vor allem von Insektenlarven und Detritus, weniger von pflanzlichem Material. Aus Nachzuchten in Aquarien weiß man, dass sie Offenbrüter sind. Die Jungfische schwimmen sechs bis sieben Tage nach dem Schlupf frei.